# Пекарев
Пе́карев (укр. Пекарів) — село в Сосницком районе Черниговской области Украины. Население 416 человек. Занимает площадь 1,61 км².
Возле села протекает река Валки, правый приток Сейма. 
Код КОАТУУ: 7424986501. Почтовый индекс: 16150. Телефонный код: +380 4655.

## Власть
Орган местного самоуправления — Пекаревский сельский совет. Почтовый адрес: 16150, Черниговская обл., Сосницкий р-н, с. Пекарев, ул. Довженко, 37а.